# Tantillita brevissima
Tantillita brevissima là một loài rắn trong họ Rắn nước. Loài này được Taylor mô tả khoa học đầu tiên năm 1937.